# Seres

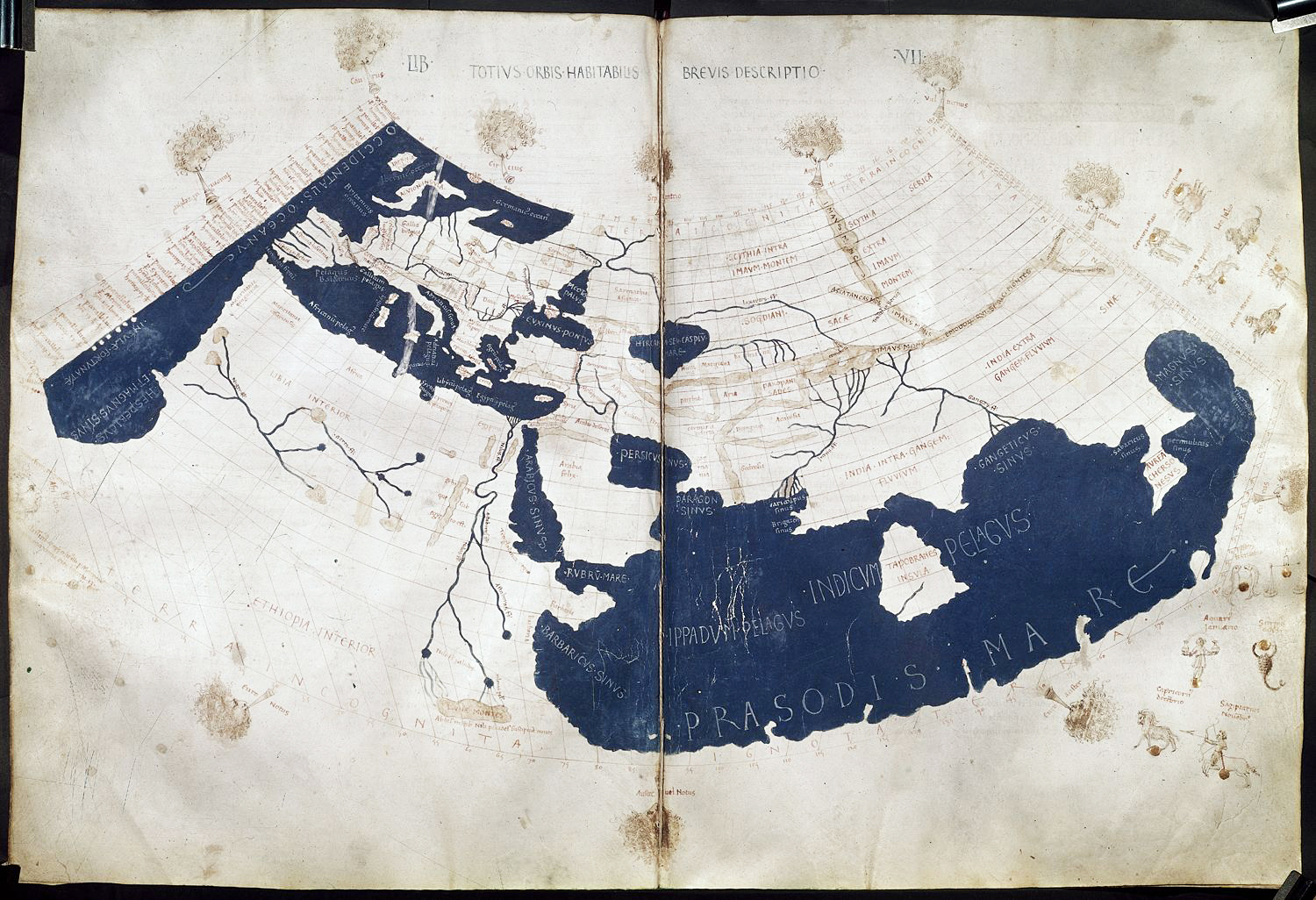
Die Weltkarte des Ptolemäus, aus Ptolemäus Geographia (um 150 n. Chr.) zeigt „Sina“ (China) am äußersten rechten Rand, jenseits der Insel „Taprobane“ und der „Aurea Chersonesus“ (Südostasiatische Halbinsel).

Seres (griechisch Σῆρες, lateinisch auch Serae) war der antike griechische Name für die Bewohner des „Seidenlandes“ (China) und bedeutet Seidenleute.

## Geschichte
Das Wort Seres leitet sich vom chinesischen Wort für Seide (Langzeichen: 絲; Kurzzeichen: 丝; Pinyin: sī) ab. Das griechische Wort für Seide war serikon (σηρικόν), das lateinische sericum. Der lateinische Name für China war ursprünglich Serica und wurde von antiken römischen Schriftstellern wie  Plinius und Ptolemaios verwendet. Erst später wurde im Lateinischen das Wort Sina verwendet, von dem sich das Wort Sinologie für Chinakunde ableitet.
Seide wurde angeblich zum ersten Mal von Nearchos erwähnt, der im Auftrag Alexanders des Großen im Jahr 326 v. Chr. die Küste von der Indusmündung bis zum Persischen Golf erkundete. Es kann sich dabei aber auch nur um einen Einschub von Strabon handeln. Die erste Begegnung der Römer mit Seide soll in der Schlacht bei Carrhae im Jahr 53 v. Chr. stattgefunden haben. Nach Berichten des römischen Historikers Florus hatten die Parther die römischen Legionen in die Wüste gelockt und dort mit ausgebreiteten blendenden Seidenbannern eine Übermacht vorgetäuscht.

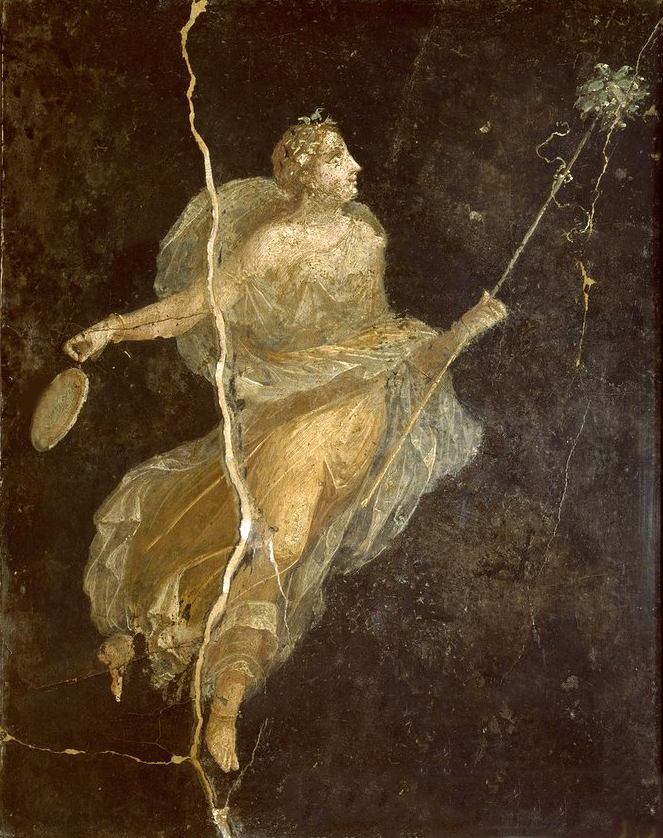
Mänade in Seidenkleid, Nationalmuseum Neapel.

Die Römer waren sich allerdings lange Zeit über den Ursprung des Seidenstoffes im Unklaren. Ebenso waren ihre diesbezüglichen geographischen Vorstellungen ungenau; die antiken Autoren vermittelten kaum korrekte Informationen über China, das eigentliche Ursprungsgebiet.
Vom 1. Jahrhundert v. Chr. an erfolgte der Handel mit dem Römischen Reich (Indienhandel), verstärkt durch die hohe Nachfrage der Römer für chinesische Seide (über den Land- und Seeweg). Die Römer wussten nichts von der Seidenraupe und hielten die Seidenfaser für ein pflanzliches Produkt:
Die Serer (Chinesen) sind berühmt für die wollartige Substanz, die sie aus ihren Wäldern gewinnen; nach dem Einweichen in Wasser schaben sie das Weiße von den Blättern ab […] So vielfältig ist die angewandte Arbeit und so weit entfernt ist die Weltregion, auf die man sich stützt, um den römischen Mädchen zu ermöglichen, in der Öffentlichkeit mit durchsichtiger Kleidung zu protzen.
Der römische Senat erließ vergeblich mehrere Edikte, um das Tragen von Seide aus wirtschaftlichen und moralischen Gründen zu verbieten: Der Import chinesischer Seide verursachte einen riesigen Abfluss von Gold, auch wurden Seidenkleider als dekadent und unmoralisch angesehen:
Ich kann Seidenkleider sehen, sofern Stoffe, die weder Körper noch Anstand verbergen, überhaupt Kleider genannt werden können. […] Ganze Mädchenscharen bemühen sich, dass die Ehebrecherin durch ihr dünnes Kleid sichtbar ist und dass ein Ehemann nicht mehr Kenntnis vom Körper seiner Frau hat als irgendein Fremder.
Erst hundert Jahre später beschreibt Pausanias die Seide als Produkt einer „achtbeinigen Raupe, die mit grünen Blättern gefüttert werde“. Aber erst in der Spätantike, in der Regierungszeit von Justinian I., gelang es Mönchen, Eier der Seidenraupe nach Ostrom zu schmuggeln, wodurch die Herstellung der Seide dort möglich wurde.

## Sonstiges
Der schwedische Sinologe Bernhard Karlgren nannte seine Schrift über die chinesischen Schriftzeichen mit den griechischen Wörtern Grammata serika (lat. Grammata serica), was nichts anderes als chinesische Buchstaben bedeutet.